# Rabeljsko jezero
Rabeljsko jezero (italijansko Lago del Predil) je jezero v italijanski občini Trbiž v Julijskih Alpah, v bližini cestnega prelaza Predel, ki predstavlja mejni prehod med državama Italijo in Slovenijo.
Rabeljsko jezero je ledeniškega izvora in se je izoblikovalo v morenski kotanji. Leži na višini 959 m, dolgo je okoli 1400 m, široko do 400 m, največja globina pa je 35 m. Površina jezera je 50 hektarov, ki pa se zaradi nanosov proda, ki ga donašajo hudourniki, naglo zmanjšuje. Glavni pritok je Rio di Saletto; iz njega odteka kot reka Jezernica (Rio del Lago), imenovana tudi Ziljica, ki izvira pod Nevejskim prelazom (Na Žlebeh / Sella Nevea) in se šele v Avstriji izliva v Ziljo.
Obala jezera je prodnata in predstavlja prostor za rekreacijo. Sicer je jezero obdano z gozdom in strmi pobočji okoliških hribov. Med njimi so najimenitnejši Zahodni Julijci z Lepo glavo (1787 m) in Trbiško Krniško špico (2368 m) in mejnim grebenom med Slovenijo in Italijo z Jerebico / Cima del Lago (2126 m), če omenimo le nekatere.
Rabeljsko jezero je tudi naslov pesmi Simona Gregorčiča. Snov je črpal iz stare ljudske pripovedke o Rabeljskem jezeru v kateri prebivalce vasice zaradi hudobije doleti kazen - vasico v celoti poplavi velik naliv, ostane le otoček in hiška, v kateri je obupana ženica z otrokom našla zavetišče.
Med letoma 1885 in 1887 je bila na začetku ceste proti prelazu Na Žlebeh zgrajena trdnjava Forte dell Predil ali Rabeljska utrdba. Načrt zanjo so pripravili že leta 1884 v sklopu projekta Zapora pri Rabeljskem jezeru (Sbarramento Sella Predil), da bi  zaščitili takratno avstro-ogrsko mejo pred morebitnimi italijanskimi napadi. Utrdba naj bi bila v oporo tisti v Rabeljski soteski (Gola Aibl), s katero je bila povezana s podzemnim prehodom. Utrdba še vedno stoji. Je enonadstropna stavba v kateri sta bili nameščeni dve 8 milimetrski strojnici, in ploščad za možnost razširitve.
- Severni del Rabeljskega jezera ob cesti proti prelazu Predel
- Rabeljsko jezero ob poletnem nizkem vodostaju
- Slika iz časa  1. svetovne vojne (pogled z juga proti severu)
- Trdnjava ob jezeru (1. sv. vojna)
- Marko Pernhart: Rabeljsko jezero, olje na platnu
- Jezero pozimi, s Cinque Punte v ozadju